# مطار الضباع العسكري
مطار الضباع العسكري هو مطار عسكري عراقي في ناحية الرشاد في قضاء داقوق، في محافظة كركوك في شمال العراق، سيطر عليه تنظيم الدولة (داعش)، وحررته الحكومة العراقية يوم 2 تشرين الأول سنة 2017.